# Rybníček u Podhorek
Rybníček u Podhorek  o rozloze vodní plochy 0,2 ha je malý rybníček nalézající se u polní cesty vedoucí do osady Podhorky, místní části městyse Choltice v okrese Pardubice. Rybník je využíván pro chov ryb a zároveň představuje lokální biocentrum pro rozmnožování obojživelníků.

## Galerie

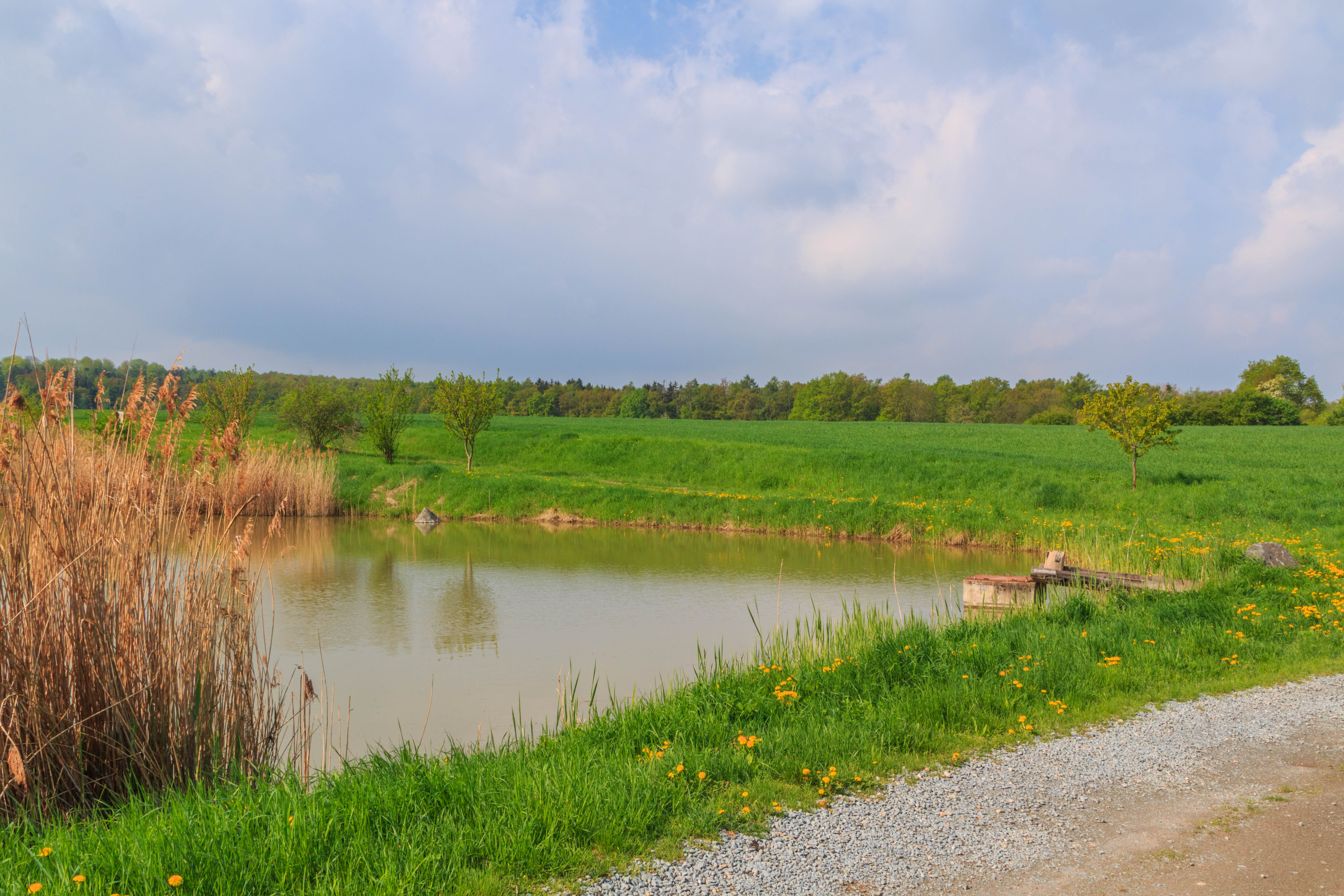
pohled na rybníček u Podhorek
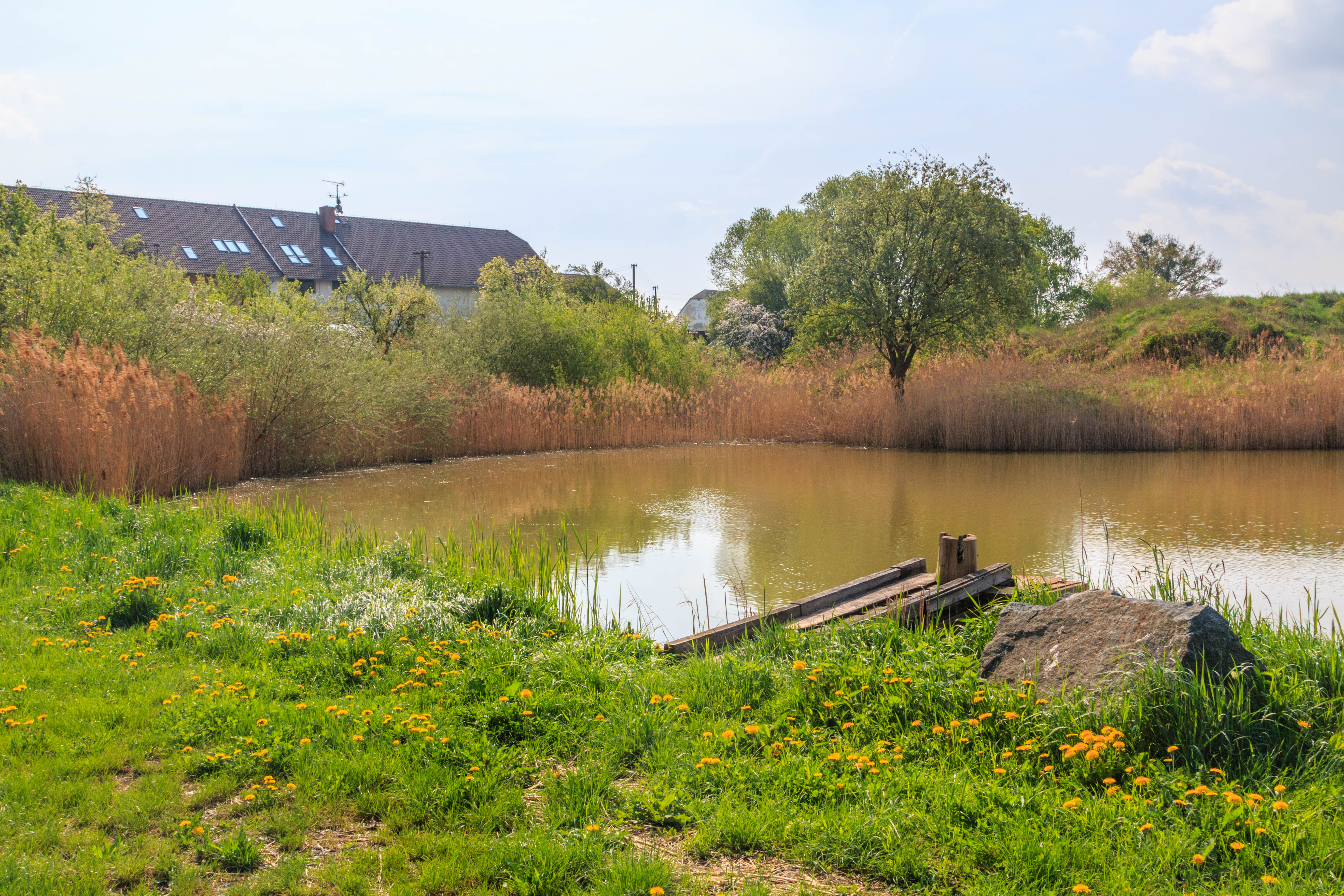
pohled na rybníček u Podhorek